# 龙凤镇 (遂宁市)
龙凤镇，是中华人民共和国四川省遂宁市船山区下辖的一个乡镇级行政单位。2019年9月，撤销复桥镇，将其所属行政区域划归龙凤镇管辖。将龙凤镇三洲村、小河洲村所属行政区域划归仁里镇管辖；将龙凤镇天星坝社区所属行政区域划归南强街道管辖。

## 行政区划
龙凤镇下辖以下地区：
龙凤社区、金家沟社区、金桃社区、金桂社区、凉水井村、彰德桥村、永石桥村、盐店湾村、天星坝村、大白塔村、三洲村和小河洲村、复兴社区、清河村、宝塔村、冬春村、定宝村、棕树村、复兴村、寨子村、灵龟村、龙宝村、白鹤村和唐春村。